# Francisco Chimoio
Francisco Chimoio (districte de Búzi, província de Sofala 12 de juny de 1947) és un religiós moçambiquès, arquisbe de Lourenço Marques i president de la Conferència Episcopal de Moçambic.
De jovenet ingressà en l'Orde dels Frares Menors Caputxins i el 9 de desembre de 1979 fou ordenat sacerdot. En desembre de 2000 el papa Joan Pau II el va nomenar bisbe de Pemba, càrrec que va ocupar fins 2003, quan fou nomenat arquebisbe de Maputo en substitució d'Alexandre José Maria dos Santos, que havia estat nomenat cardenal.
Molt respectat a causa de la seva implicació en el procés de pau que seguí a la Guerra Civil de Moçambic i la signatura dels acords de pau de Roma, en 2007 fou objecte de controvèrsia quan afirmà que els països desenvolupats fabricaven preservatius infectats pel VIH amb la intenció d'exterminar els africans. Després va desmentir-ho afirmant que havia estat mal interpretat. En octubre de 2015 fou nomenat President de la Conferència Episcopal de Moçambic.